# Mickaël Pichon
Mickaël Pichon   (Le Mans, 13 de febrer de 1976) és un ex-pilot de motocròs francès, dues vegades Campió del Món de 250cc. Entre 1995 i 1999 participà en els Campionats AMA de Supercross, aconseguint dos títols de la Regió Est en 125cc amb la Kawasaki. Després va tornar a Europa i signà amb Suzuki per a disputar el Mundial de 250cc, títol que guanyà dues vegades consecutives (2001 i 2002).
Després de canviar a Honda el 2004 i a KTM el 2006, Pichon va contraure una mononucleosi infecciosa que aturà momentàniament la seva carrera. El 2007, ja recuperat, es va centrar en l'enduro i en va guanyar dos campionats de França consecutius en la categoria E2 amb una KTM (2007-2008). Al mateix temps, competí en motocròs en categoria MX3 esporàdicament i hi acabà el 24è. Durant uns anys, Pichon va continuar disputant algun Gran Premi d'aquesta categoria, guanyant-ne el de França el 2010.

## Palmarès en Motocròs
| Any                    | Motocicleta  | Campionat del Món | Campionat del Món | C. França |
| Any                    | Motocicleta  | 250cc             | 125cc             | C. França |
| ---------------------- | ------------ | ----------------- | ----------------- | --------- |
| 1988                   | Honda        | -                 | -                 | 1r cadet  |
| 1989                   | Honda        | -                 | -                 | 1r cadet  |
| 1990                   | Honda        | -                 | -                 |           |
| 1991                   | Honda        | -                 | -                 | 1r júnior |
| 1992                   | Honda        | -                 | 19è               |           |
| 1993                   | Honda        | -                 | 5è                |           |
| 1994                   | Honda        | -                 | 6è                | 1r 125cc  |
| 1995 - 1998: EUA (AMA) |              |                   |                   |           |
| 1999                   | Suzuki       | 15è               | -                 |           |
| 2000                   | Suzuki       | 2n                | -                 |           |
| 2001                   | Suzuki       | 1r                | -                 |           |
| 2002                   | Suzuki       | 1r                | -                 | 1r Open   |
|                        |              | Mx GP             | 125cc             |           |
| 2003                   | Suzuki       | 3r                | -                 |           |
|                        |              | MX1               | MX2               |           |
| 2004                   | Honda        | 2n                | -                 | 1r Open   |
| 2005                   | Honda        | 5è                | -                 | 1r Open   |
| 2006                   | KTM          | -                 | -                 |           |
| Total títols           | Total títols | 2                 | 0                 | 7         |

1. ↑  Malalt.